# Posthuis van Vlieland
Het Posthuis is een gebouw aan de Postweg op het smalste deel van het waddeneiland Vlieland. Het oorspronkelijke houten Veerhuis uit 1777 werd in 1836 vervangen door een stenen huis. Hier verbleef de postiljon die met zijn paard jarenlang een onmisbare schakel was in de postroute Amsterdam - Texel - Vlieland - Terschelling. Deze postroute heeft gefunctioneerd van 1677 tot 1927. Naast het oorspronkelijke posthuisje is een grote schuur gebouwd, waar in het midden van de 20e eeuw een boer actief is geweest. Deze weidde zijn vee in de nabijgelegen Kroon's Polders. Thans is het onder de naam Posthuys een populaire uitspanning voor toeristen die het eiland bezoeken en een vertrekpunt voor excursies naar onder meer de Vliehors en de Kroon's Polders. Er is een busverbinding met Oost-Vlieland.

## Historie
In de Gouden eeuw gingen veel aankomende en vertrekkende schepen voor anker op de rede van Vlieland. Om zo snel mogelijk berichten van de schepen te ontvangen en naar de schepen te verzenden hebben de Amsterdamse kooplieden in 1668 een postdienst naar de rede van Texel ingesteld. In 1778 werd de dienst doorgetrokken, om ook de rede van Vlieland en het eiland Terschelling te kunnen bedienen.
Het Posthuis was gebouwd om de postiljon onderdak te bieden waar hij kon wachten tot de waterstand laag genoeg was om een rit te maken. De brieven werden vanaf het Zuiderstrand bij het dorp Oost-Vlieland naar het hiervoor gebouwde Posthuis gebracht. Vandaar ging het met paard en wagen acht kilometer over de Vliehors. Vervolgens met een boot over het Eierlandse Gat naar Texel. Via Texel en Den Helder werd de post uiteindelijk naar de stad vervoerd. In het begin werden er vooral berichten van de Admiraliteit overgebracht, later werd langs deze route alle post van Vlieland en Terschelling naar Holland vervoerd. In die tijd behoorden Vlieland en Terschelling bestuurlijk tot (Noord-)Holland. In 1927 kwam er een eind aan deze postdienst.

## Reddingsbootschuur
Bij het Posthuis staat ook de voormalige Reddingbootschuur XIX, waar de reddingsboot van de NZHRM werd gestald. Het werd in 1850 naar deze plek verplaatst, nadat in 1849 het oude boothuis, compleet met boot en bootwagen door hoog water verloren was gegaan. Als er een schip voor de kust in nood was, werd de reddingsboot op een kar door vier paarden naar zee getrokken. In de 20e eeuw werden de paarden door een tractor vervangen. In 1989 werd dit reddingsstation opgeheven. De Reddingsbootschuur is in 2005 gerestaureerd.